# Kitarski orkester Ljudmila Rusa
Kitarski orkester Ljudmila Rusa je enajstčlanski kitarski sestav, ki ga je ustanovil kitarski pedagog Ljudmil Rus leta 1963 in ga vodi še danes. Orkester, v katerem se je izmenjalo v vseh teh letih skoraj 100 kitaristov, je eden od najstarejših sestavov te vrste v svetu.
Prvim produkcijam in internim nastopom so sledili javni nastopi, snemanja na radiju, v glasbenih studijih in televiziji ter gostovanja doma in na tujem. Posebno priljubljeni so bili koncerti t. i. Kitarski večeri v Narodni galeriji in Slovenski filharmoniji. Zadnjih nekaj let je orkester sodeloval na mednarodnih tekmovanjih v Viareggiu in italijanski Gorici. S kitarskim orkestrom so sodelovali in še sodelujejo že priznani in uveljavljeni glasbeniki ter pevci. Iz kitarskega orkestra pa so izšli tudi številni kitarski pedagogi in koncertanti.